# Numenius
Numenius es un género de aves caradriformes de la familia Scolopacidae conocidas popularmente como zarapitos.

## Especies
Se conocen nueve especies de Numenius:
- Numenius americanus - zarapito  americano
- Numenius arquata - zarapito real
- Numenius borealis - zarapito esquimal
- Numenius hudsonicus
- Numenius madagascariensis - zarapito De Madagascar
- Numenius minutus - zarapito chico
- Numenius phaeopus  - zarapito trinador
- Numenius tahitiensis - zarapito del Pacífico
- Numenius tenuirostris - zarapito fino